# 扇 (足立区)
扇（おうぎ）は、東京都足立区の地名。現行行政地名は扇一丁目から三丁目。住居表示実施済区域。

## 地理
足立区南西部、荒川の北岸、尾久橋通りの両側に位置する。他の足立区南部の地域と同様、土地区画整理が未発達であり、細く曲がりくねった路地が多い。北で西新井栄町、東で興野・本木北町及び本木西町、南で荒川放水路を挟んで対岸に小台、西で江北と隣接する。長らく鉄道空白地帯であったが、2008年に日暮里・舎人ライナーの2つの駅が地区内に設置された。

### 地価
住宅地の地価は、2025年（令和7年）1月1日の公示地価によれば、扇1-52-2の地点で31万7000円/m2となっている。

## 歴史
当地区は、本木町四・五丁目や北宮城町などといった多くの町域が住居表示の実施によって統合され成立した、比較的歴史の新しい町名である。

### 地名の由来
1974年（昭和49年）11月1日に住居表示が実施されると地元町会の代表が集まり、新町名について約30の候補を出した。その中から最終的に選ばれたのが「扇」であったが、これは町域の北を町の要と考えると、町域が扇のように南へ広がっていることと、地域住民が扇のように今後ますます発展していくことを願う気持ちを込めて選ばれたことによる。

### 沿革
- 1974年11月1日 - 本木町四・五丁目、北宮城町、下沼田町、上沼田町、高野町、江北一丁目の一部に住居表示が実施され、扇一-三丁目が設置される。

## 世帯数と人口
2025年（令和7年）1月1日現在（足立区発表）の世帯数と人口は以下の通りである。
| 丁目     | 世帯数    | 人口     |
| -------- | --------- | -------- |
| 扇一丁目 | 3,700世帯 | 7,104人  |
| 扇二丁目 | 2,920世帯 | 5,289人  |
| 扇三丁目 | 1,989世帯 | 3,592人  |
| 計       | 8,609世帯 | 15,985人 |

### 人口の変遷
国勢調査による人口の推移。
| 年                 | 人口   |
| ------------------ | ------ |
| 1995年（平成7年）  | 14,010 |
| 2000年（平成12年） | 13,376 |
| 2005年（平成17年） | 13,483 |
| 2010年（平成22年） | 14,122 |
| 2015年（平成27年） | 14,878 |
| 2020年（令和2年）  | 15,842 |

### 世帯数の変遷
国勢調査による世帯数の推移。
| 年                 | 世帯数 |
| ------------------ | ------ |
| 1995年（平成7年）  | 4,945  |
| 2000年（平成12年） | 5,001  |
| 2005年（平成17年） | 5,318  |
| 2010年（平成22年） | 6,149  |
| 2015年（平成27年） | 6,665  |
| 2020年（令和2年）  | 7,612  |

## 学区
区立小・中学校に通う場合、学区は以下の通りとなる（2023年4月時点）。なお、足立区では学校選択制度を導入しており、区内全域から選択することが可能。ただし、小学校に関しては、2018年（平成30年）度から学区域または学区域に隣接する学校のみの選択になる。
| 丁目     | 番地 | 小学校             | 中学校               |
| -------- | ---- | ------------------ | -------------------- |
| 扇一丁目 | 全域 | 足立区立寺地小学校 | 足立区立第六中学校   |
| 扇二丁目 | 全域 | 足立区立扇小学校   | 足立区立江北桜中学校 |
| 扇三丁目 | 全域 | 足立区立興本小学校 | 足立区立扇中学校     |

## 事業所
2021年（令和3年）現在の経済センサス調査による事業所数と従業員数は以下の通りである。
| 丁目     | 事業所数  | 従業員数 |
| -------- | --------- | -------- |
| 扇一丁目 | 189事業所 | 1,581人  |
| 扇二丁目 | 172事業所 | 1,326人  |
| 扇三丁目 | 119事業所 | 1,262人  |
| 計       | 480事業所 | 4,169人  |

### 事業者数の変遷
経済センサスによる事業所数の推移。
| 年                 | 事業者数 |
| ------------------ | -------- |
| 2016年（平成28年） | 463      |
| 2021年（令和3年）  | 480      |

### 従業員数の変遷
経済センサスによる従業員数の推移。
| 年                 | 従業員数 |
| ------------------ | -------- |
| 2016年（平成28年） | 3,472    |
| 2021年（令和3年）  | 4,169    |

## 交通

### 鉄道
- 東京都交通局

日暮里・舎人ライナー：高野駅/扇大橋駅
未成線（構想・計画段階で中止）
- 北武電気鉄道

1927年（昭和2年）に東京都台東区 - 千葉県野田市を結ぶ鉄道計画があり、実現していれば「新井太田（現・扇）」に駅が設けられる予定であった。

## バス

### 道路・橋梁
- 首都高速中央環状線扇大橋出入口
- 東京都道58号台東川口線（尾久橋通り）
- 東京都道307号王子金町江戸川線
- 東京都道450号新荒川葛西堤防線

## 施設
教育
- 足立区立寺地小学校
- 足立区立扇小学校
- 足立区立興本扇学園
  - 足立区立興本小学校
  - 足立区立扇中学校
- 扇住区センター

医療
- 扇大橋病院

## 史跡
- 瑞応寺
- 御嶽神社
- 不動堂
- 地蔵堂
- 親愛地蔵
- 性翁寺
- 三嶋神社
- 阿弥陀堂

## その他

### 日本郵便
- 郵便番号 : 123-0873[3]（集配局 : 足立西郵便局[16]）。